# ابخیکو
ابخیکو (انگلیسی: Ebéjico) نام شهری در کشور کلمبیا است.